# Ksar Chenini
Ksar Chenini est un ksar de Tunisie situé à Chenini dans le gouvernorat de Tataouine.

## Localisation
Le ksar, qu'Abdesmad Zaïed qualifie comme l'« un des plus imposants » du pays, est situé sur la crête d'un piton dominant le village, sur une longueur d'environ 150 mètres.

## Histoire
Le site est très ancien puisqu'un ksar est attesté dès le XIIe siècle (590 de l'hégire).
Le 10 janvier 2020, le gouvernement tunisien propose le site pour un futur classement sur la liste du patrimoine mondial de l'Unesco. Le 21 janvier 2021, un arrêté en fait un monument classé.

## Aménagement
Le ksar compte un nombre indéterminé de ghorfas en raison de l'état dégradé du site, ce qui reste se répartissant surtout sur deux étages. Herbert Popp et Abdelfettah Kassah donnent une estimation probable de plus de 200 à son apogée.
Le site étant fortement dégradé, l'Institut national du patrimoine lance une campagne de restauration dans les années 2000.

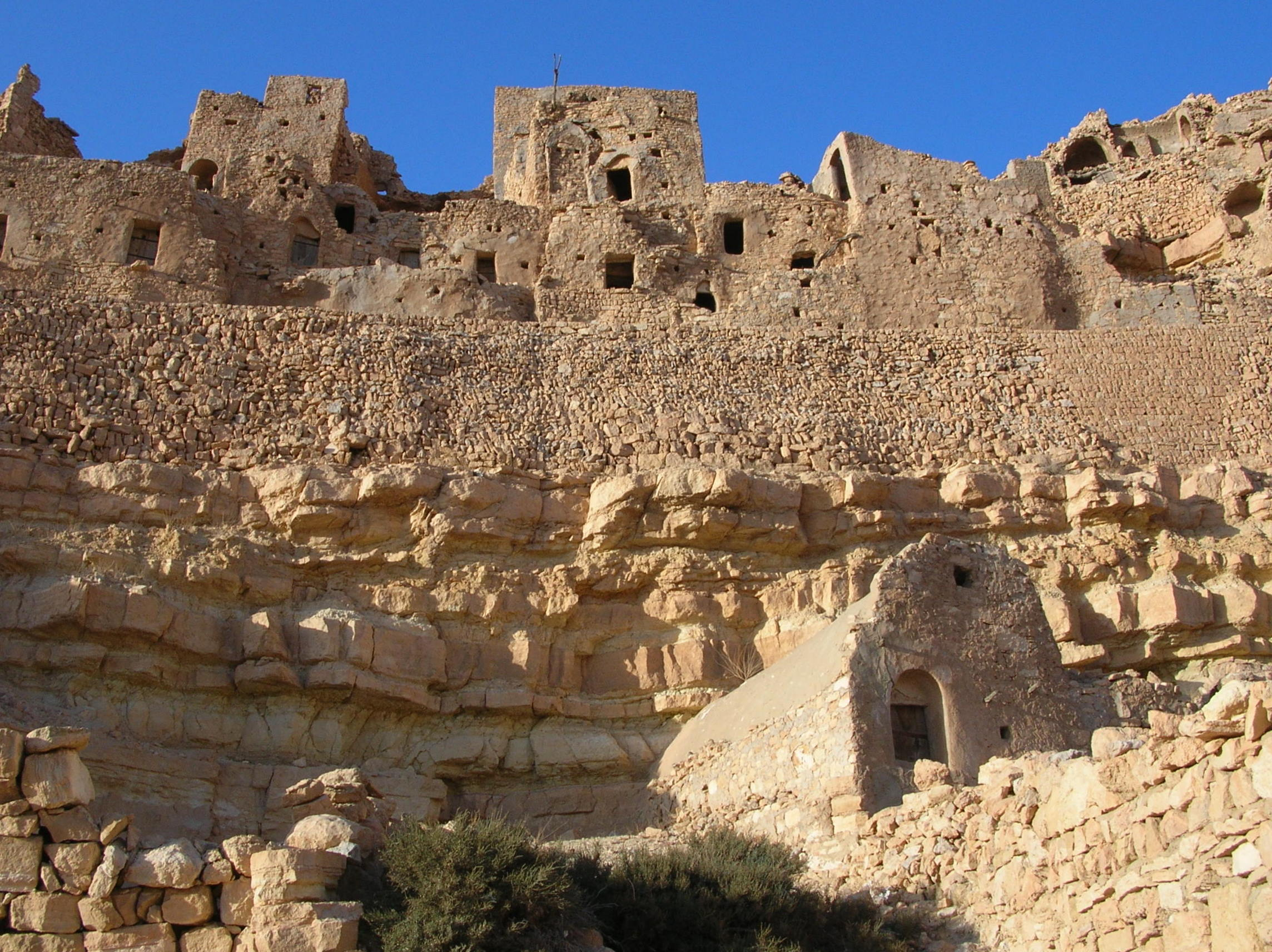
Aperçu de quelques ghorfas.
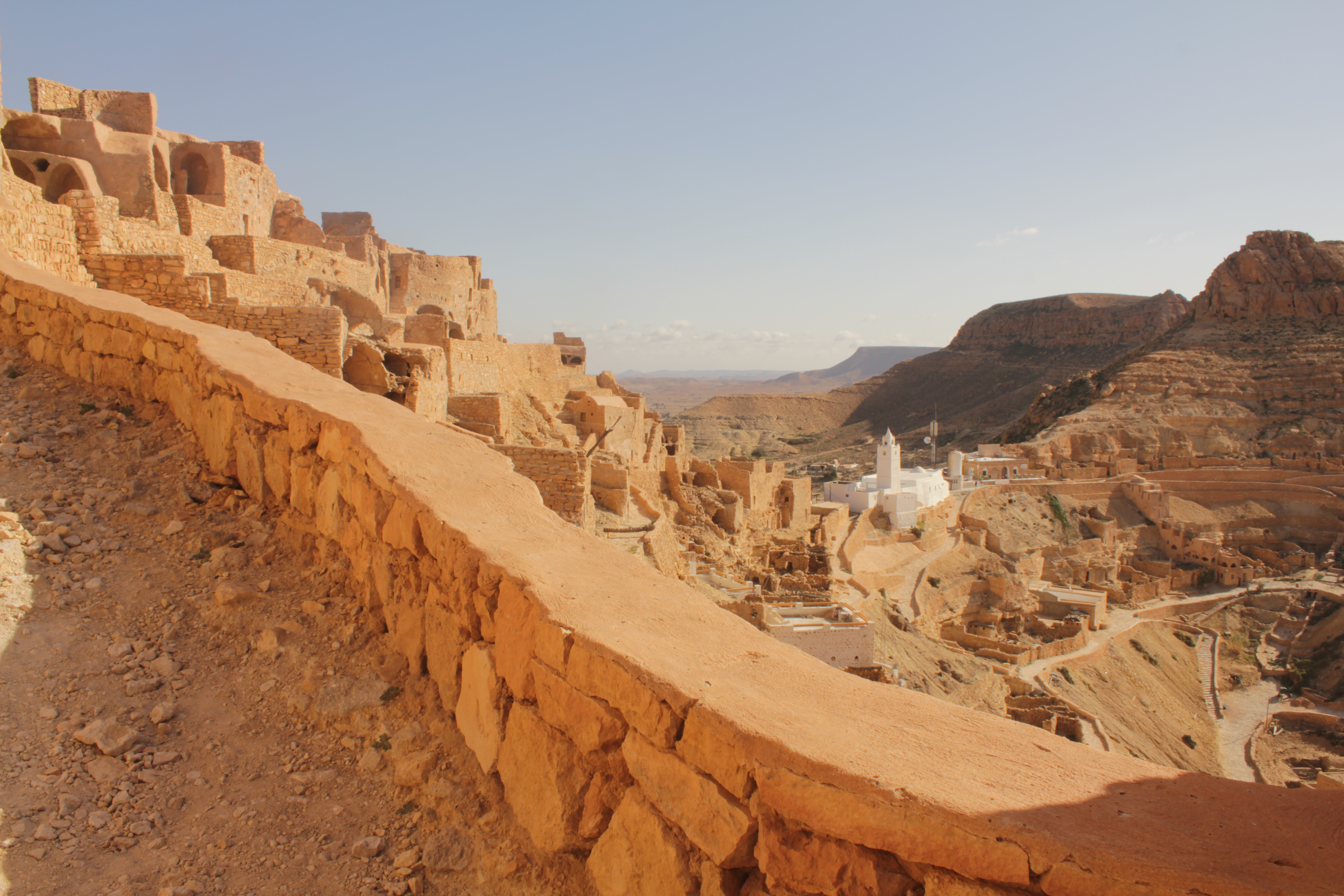
Chemin au pied du ksar.
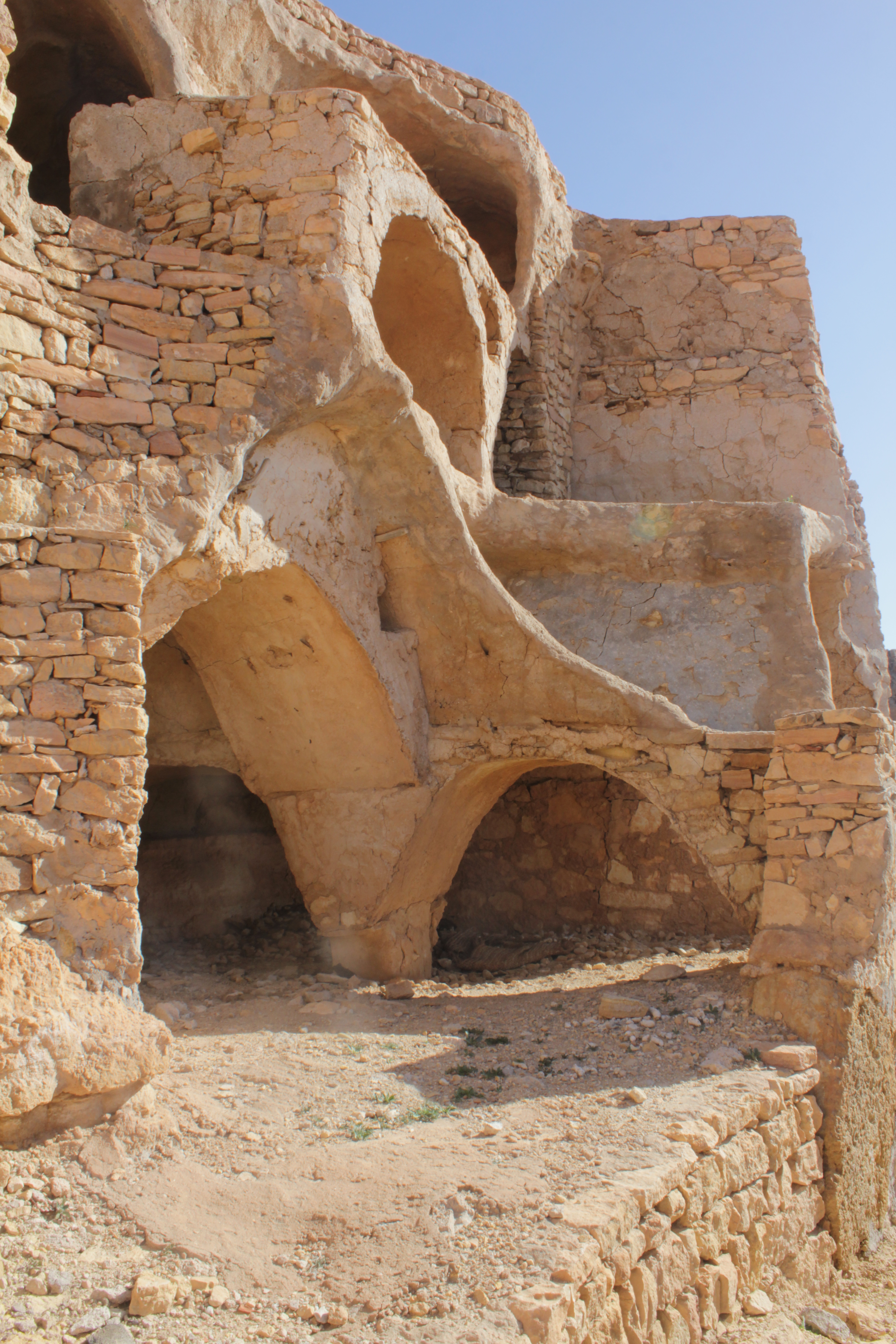
Voûtes des ghorfas.
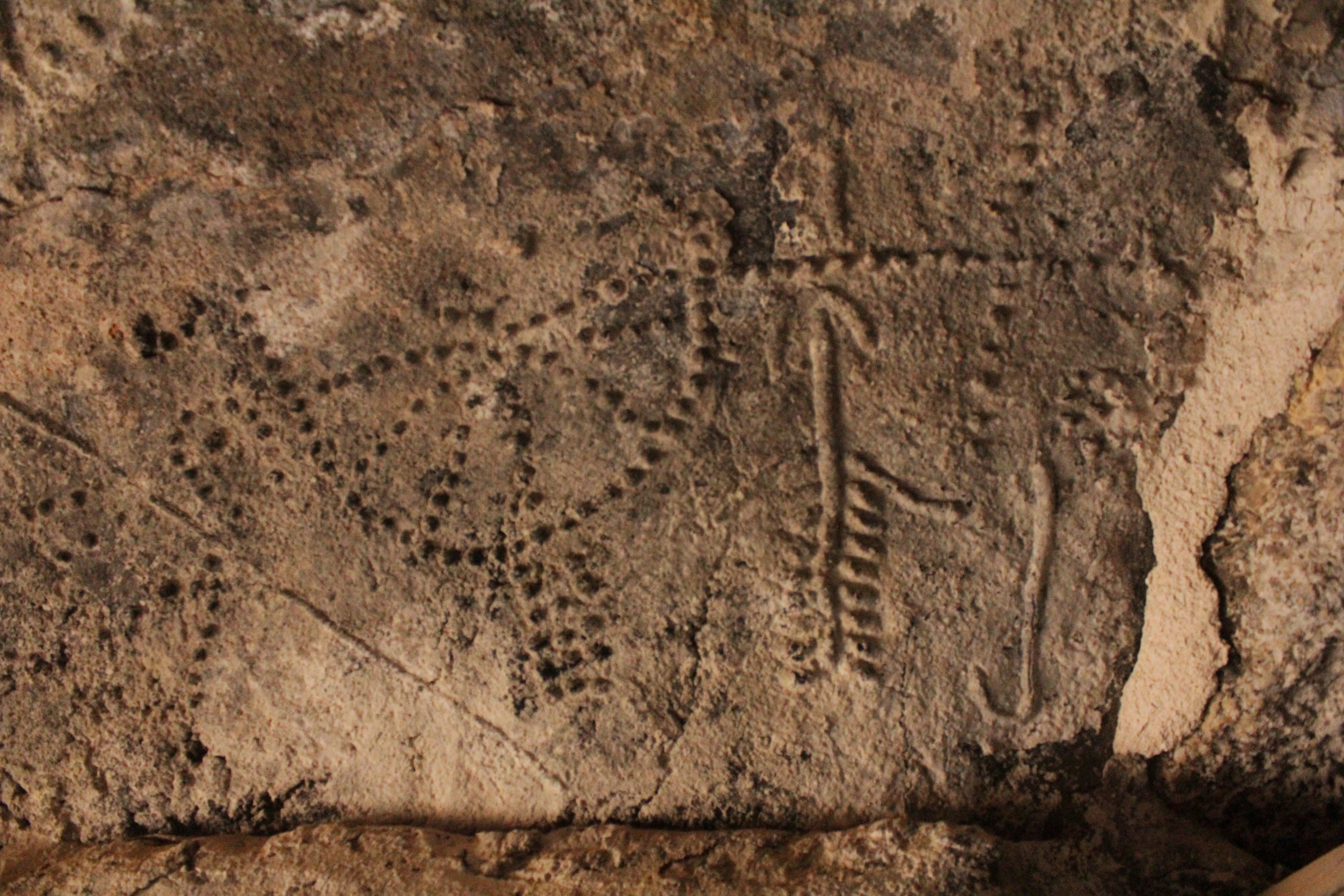
Décoration dans une ghorfa.

## Utilisation
Le village de Chenini est une destination touristique connue de la région, même si le ksar lui-même ne joue qu'un rôle mineur dans son attractivité.